# 이호초등학교
이호초등학교(梨湖初等學校)는 대한민국 경기도 안산시 상록구에 있는 공립 초등학교이다.

## 연혁
- 1997년 3월 3일 : 개교

## 스포츠
- 축구 : 안산 무궁화 FC U-12 팀[2]